# Ланжерон (пляж)

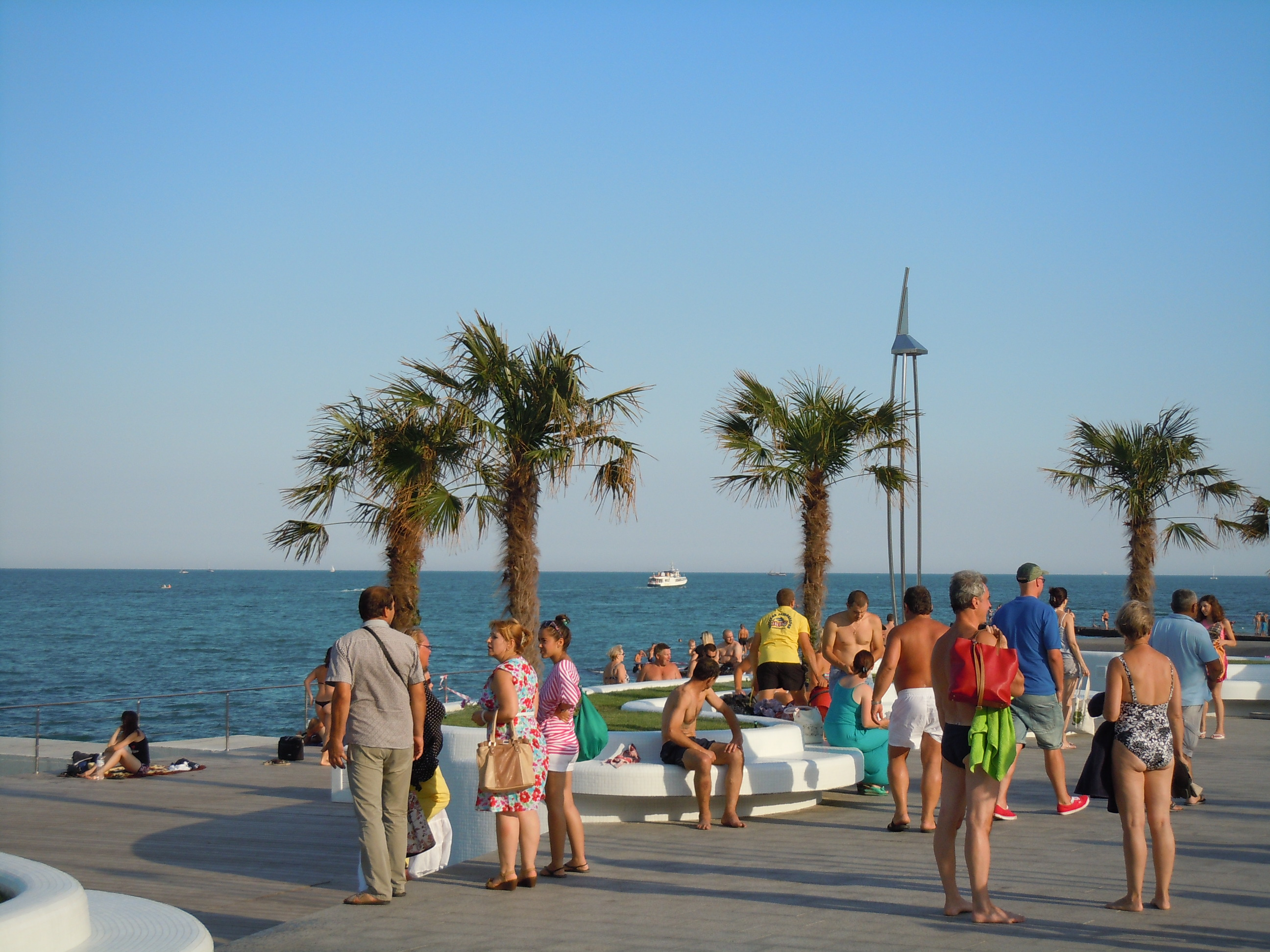
Набережна вздовж пляжу «Ланжерон»

46°28′31″ пн. ш. 30°45′56″ сх. д. / 46.475255° пн. ш. 30.765487° сх. д.
Ланжеро́н — пляж у Приморському районі міста Одеси, в районі мису Ланжерон. Один з найкращих пляжів світу (27 місце) за версією «Golden Beach Award 2024».

## Історія

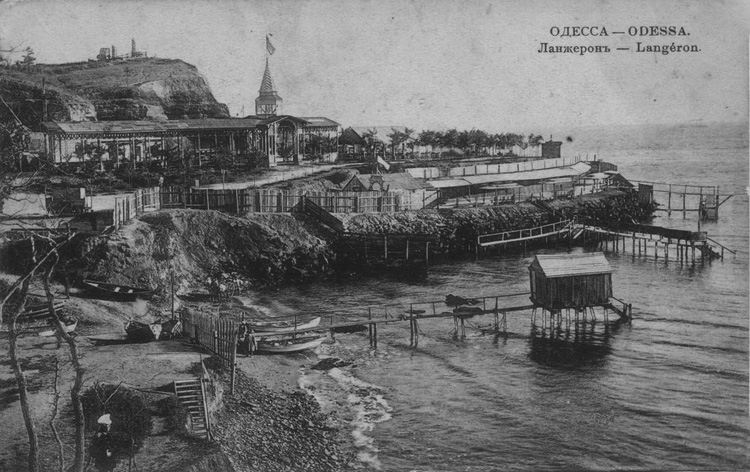
Стара листівка із видом пляжу «Ланжерон»

Згадування про пляж «Ланжерон», разом зі згадуваннями про прилеглий парк, часто можна віднайти у літератури.
- «Ланжерон розташований дуже недалеко від міста і займає мальовниче місце на березі моря, але через невмілість власника цієї місцевості утилізувати природні дари має занедбаний вигляд. З боку міста до Ланжерону примикає розкішний Олександрівський парк, який отримав свою назву в пам'ять Олександра II, який затвердив план парку та власноруч посадив тут дубок в 1875 році. Дубок цей дбайливо охороняється міським суспільним управлінням і в наш час[коли?] досяг вже неабиякої висоти та величини. На горі поряд з дубком поставлений пам'ятник-колона Імператорові Олександру II, що закінчується нагорі бронзовою шапкою Мономаха.» — писав в 1894 році священномученик Олександр Трапіцин.

У пам'яті Льва Славіна залишилася й увійшла потім до повісті «Передвістя істини» так звана «трам-карета», яка «з оглушливим гуркотом (за що її називали „трам-тарарам-карета“) мчалася через все місто і привозила нас на Ланжерон до берега моря».
Двоюрідний брат Славіна В. Галицький був молодше, а тому написав в книзі «Театр моєї юності» вже про трамвай, що змінив трам-карету: «Їхали ми трамваєм… і, обігнувши парк, під'їжджали до спуску на Ланжерон. На краю, перед самим спуском, стояла велика арка».
Крім зручного повідомлення, там, як написав в романі «Менахем-Мендл» Шолом-Алейхем, «є все, що душі завгодно, можна купатися в морі, можна слухати музику»: на Ланжероні були влаштовані літні театри, оркестрові раковини, буфети, купальні, навіть підіймальну машину спорудили.
З Ланжероном асоціювалася Одеса в українського поета Сосюри, коли 10 квітня 1944 він писав у перший день визволення Одеси вірш «Визвольний вітер!»

О, Ланжерон!
Не буде більше зла, крові та сліз.
Пора весни настала.
Безсмертна бронза наче ожила,
Смуглявий Пушкін сходить з п'єдестала….

## Висловлення про Ланжерон

Візитною карткою пляжу «Ланжерон» є кулі, встановлені на початку 50-х років XX століття.

- «Це частина одеського берега» — коротко і ясно написав Юрій Олеша в розповіді «Стадіон в Одесі» у 1936 році.
- «За старовинною аркою відкривається новий Ланжерон, упорядкований, в живих фарбах квітників і рухомого народу» — таким побачив він же його в один з приїздів до Одеси. Для Олеши Ланжерон був настільки пов'язаний зі спогадами про місто, де щасливо почалося його життя, що на схилі віку він написав в книзі «Ні дня без рядка» сумні слова: «Прощай, дорога на Ланжерон, прощай!».
- «Це не просто місце, де закінчується земля і починається море або навпаки, дивлячись звідки спостерігати. Ланжерон — це спогади про дитинство і юність, батьків і друзів, про першого бичка, невміло підсіченого з розжарених південним сонцем кам'яних плит ланжеронівського „масиву“, про долоні, що горять, натертих веслами важких шаланд ланжеронівських рибалок.» Володимир Глазирін 1990-ті.

«Но чому ж, чому я досі не можу забути — липневий полудень на березі Ланжерона, мати в чесучевій кофті, розжарену гальку, що обпалює мої голі ніжки, і легко-блакитні тіні чайок?»
 — писав у глибокій старості Валентин Катаєв в книзі «Розбите життя, або Чарівний ріг Оберона» 1970-ті. Для Корнія Чуковського Ланжерон був пов'язаний з другом юності, майбутнім «морським» письменником Борисом Житковим: «Ніколи не забуду, як він ранньою весною став вчити мене веслуванню… на Ланжероні».
- Костянтин Паустовський у повісті «Час великих очікувань» згадував, як в перші хвилини знайомства з поетом Едуардом Багрицьким почув від нього рішучу пропозицію: «Пішли купатися на Ланжерон!»

Сначала сушь и дичь запущенного парка,
Потом дорога вниз и каменная арка,
Совсем Италия. Кривой маслины ствол,
Висящий в пустоте сияющей и яркой,
И море ровное, как стол.
Я знал, я чувствовал, что поздно или рано: Вернусь на родину…(рос.)

Валентин Катаєв.
У цих віршах арка Ланжерона — символ рідного міста.
Сегодня Ланжерон гуляет,
Сегодня Бэллочка справляет
Свою помолвку — : Просим спеть её на бис!(рос.)
Олександр Розенбаум.